# Maria Smida
Maria Smida, geb. Sebald (* 22. Juli 1977 in Tegernsee), ist eine deutsche Eishockey- und Softballspielerin.

## Leben
Smidas Heimatvereine sind im Softball die Dornbirn Sharx aus Österreich und im Eishockey der ESC Planegg aus Deutschland. Durch den Gewinn der Deutschen Meisterschaft 2008 mit dem ESC Planegg gehört Maria Smida zu den wenigen Sportlerinnen in Deutschland, die Deutscher Meister in zwei verschiedenen olympischen Mannschaftssportarten geworden sind. Außerdem gewann sie 2008 mit den Dornbirn Sharx die Silbermedaille im Europäischen Wettbewerb der Landesmeister und ist damit die erste und bisher einzige Deutsche Softballspielerin, die in einem Europäischen Wettbewerb eine Medaille erreichen konnte.
2010 heiratete sie Viliam Smida und nahm dessen Namen an.

## Sportliche Erfolge

### Eishockey
- Deutsche Meisterschaften
  - 1999 – 3. Platz
  - 2002 – 3. Platz
  - 2003 – 3. Platz
  - 2006 – 2. Platz
  - 2007 – 2. Platz
  - 2008 – 1. Platz

### Softball
- Deutsche Meisterschaften
  - 2003 – 2. Platz
  - 2004 – 1. Platz
  - 2005 – 3. Platz

- Staatsmeisterschaften Österreich
  - 2006 – 1. Platz
  - 2007 – 1. Platz
  - 2008 – 1. Platz

- Softball-Europameisterschaft
  - 2005 – 7. Platz

- Europacups der Landesmeister
  - Europacup 2005 – 8. Platz (mit Freising)
  - Europacup 2006 – 4. Platz (mit Dornbirn)
  - Europacup 2007 – 7. Platz (mit Dornbirn)
  - Europacup 2008 – 2. Platz (mit Dornbirn)

## Auszeichnungen Softball
- Beste Schlagfrau Länderpokal 2002
- Beste Schlagfrau All-Star Game 2003
- MVP Länderpokal 2003
- Beste Schlagfrau Bundesliga Süd 2005
- Beste Schlagfrau Österreichische Staatsliga 2007
- Beste Schlagfrau Österreichische Staatsliga 2008

## Schlag Statistiken National
| Jahr           | TEAM | LG  | G     | AB  | H   | 2B | 3B | HR | R   | RBI | SO | BB | SB  | AVG  | OBP   | SLG   |
| -------------- | ---- | --- | ----- | --- | --- | -- | -- | -- | --- | --- | -- | -- | --- | ---- | ----- | ----- |
| 2000           | Ros  | Byl | 16    | 63  | 31  | 6  | 2  | 0  | 44  | 22  | 0  | 8  | 9   | .492 | .549  | .651  |
| 2001           | Ros  | Byl | 22    | 91  | 45  | 10 | 3  | 3  | 36  | 25  | 1  | 3  | 12  | .495 | .511  | .769  |
| 2002           | Ros  | Byl | 26    | 97  | 58  | 15 | 5  | 2  | 43  | 51  | 0  | 12 | 22  | .598 | .636  | .918  |
| 2003           | FS   | BL  | 26    | 87  | 46  | 7  | 7  | 1  | 45  | 21  | 1  | 14 | 17  | .529 | .598  | .805  |
| 2004           | FS   | BL  | 28    | 101 | 46  | 5  | 9  | 1  | 42  | 26  | 2  | 9  | 17  | .455 | .500  | .713  |
| 2005           | FS   | BL  | 28    | 102 | 60  | 7  | 4  | 2  | 45  | 38  | 3  | 6  | 24  | .588 | .584  | .794  |
| 2006           | Dor  | ASL | n. a. | 35  | 23  | 4  | 5  | 1  | 27  | 21  | 1  | 5  | 6   | .647 | .674  | .1143 |
| 2007           | Dor  | ASL | 21    | 61  | 37  | 7  | 3  | 3  | 41  | 34  | 5  | 7  | 17  | .607 | .638  | .934  |
| 2008           | Dor  | ASL | 14    | 39  | 21  | 6  | 0  | 3  | 25  | 13  | 1  | 6  | 11  | .538 | .587  | .923  |
| 1. Liga Gesamt |      |     | 97    | 425 | 233 | 36 | 28 | 11 | 225 | 153 | 13 | 47 | 92  | .548 | n. a. | 1.019 |
| Gesamt         |      |     | 160   | 676 | 367 | 67 | 38 | 16 | 348 | 251 | 14 | 70 | 135 | .543 | n. a. | 1.004 |

## Schlag Statistiken International
| Jahr   | TEAM | LG | G  | AB | H  | 2B | 3B | HR | R  | RBI | SO | BB | SB | AVG  | OBP  | SLG  |
| ------ | ---- | -- | -- | -- | -- | -- | -- | -- | -- | --- | -- | -- | -- | ---- | ---- | ---- |
| 2005   | FS   | EC | 7  | 17 | 3  | 0  | 0  | 0  | 0  | 0   | 3  | 0  | 0  | .176 | .176 | .176 |
| 2006   | Dor  | EC | 8  | 24 | 6  | 1  | 0  | 0  | 3  | 2   | 5  | 0  | 1  | .250 | .250 | .292 |
| 2007   | Dor  | EC | 6  | 18 | 7  | 0  | 1  | 0  | 4  | 7   | 1  | 0  | 1  | .389 | .389 | .500 |
| 2008   | Dor  | EC | 10 | 31 | 7  | 1  | 0  | 0  | 5  | 2   | 3  | 0  | 1  | .226 | .226 | .258 |
| Gesamt |      |    | 31 | 90 | 23 | 2  | 1  | 0  | 12 | 11  | 12 | 0  | 3  | .256 | .256 | .300 |